# Попов, Андрей Леонидович
Андре́й Леони́дович Попо́в (24 декабря 1969) — советский и российский футболист, играл на позиции нападающего.

## Карьера
Воспитанник СДЮШОР города Майкопа. Профессиональную карьеру начал в майкопской «Дружбе» в 1988 году. В дебютном сезоне за «Дружбу» провел 19 матчей и забил 2 мяча. В следующем сезоне, 1989 года (бо́льшую часть этого сезона главным тренером команды был Евгений Ловчев), играя в паре с Николаем Латышем, стал лучшим бомбардиром команды, забив 20 мячей. В сезоне Кубка России 1992/1993 вместе с майкопской «Дружбой», дошёл до полуфинала Кубка России. Закончил профессиональную карьеру в 2003 году в «Дружбе». За всю карьеру в профессиональных клубах провел 344 матча регулярного первенства и розыгрыша кубка и забил в ворота соперников 111 мячей.

## Достижения

### Командные
«Дружба»
Полуфинал Кубка России: (1)
- 1992/93